# Елисеев, Юрий Константинович
Юрий Константинович Елисеев (укр. Юрій Константинович Єлісєєв; род. 26 сентября 1949, Свердловск, Ворошиловградская область) — советский и украинский футболист и тренер. Мастер спорта СССР (1971), мастер спорта СССР международного класса.

## Биография
По одним данным, в 1969 году, будучи игроком свердловского «Шахтёра», сыграл один тайм в товарищеском матче за ворошиловградскую «Зарю». По другим — в «Зарю» пришёл в 1971 году из московского «Локомотива» через «Локомотив» из Калуги. За «Зарю» в высшей лиге чемпионата СССР отыграл 8 сезонов, в 1972 году стал чемпионом страны. Провёл 4 матча в Кубке чемпионов в 1973 году. Из-за разногласий с главным тренером команды Йожефом Сабо перешёл в куйбышевские «Крылья Советов», за которые играл в 1978—1979 годах.
В 1979 уехал в расположение ГСВГ, выступал за немецкие футбольные клубы из Бабельсберга, Хеннигсдорфа и Мерзебурга.
В 1972 году сыграл 7 матчей и забил 2 гола в составе сборной СССР. На Олимпийских играх 1972 года сыграл 3 матча и забил один мяч за олимпийскую сборную (матч со сборной Марокко учитывается и как матч главной сборной).
После окончания карьеры игрока работал директором спорткомплекса при заводе имени Якубовского, директором спортшколы «Юность», тренером «Зари». В 2000—2002 гг. был главным тренером «Зари». Работает тренером-инструктором в Луганском областном высшем училище физической культуры.

## Достижения
- Чемпион СССР 1972 года.
- Бронзовый призёр Олимпийских игр 1972 года.

В июле 2018 года Почта Луганской Народной Республики выпустила марку с портретом Ю.Елисеева. Марка входит в блок марок «Финал Чемпионата мира по футболу».